# ゼレノグラーツク
ゼレノグラーツク（ロシア語:  Зеленогра́дск, ラテン文字転写: Zelenogradsk）は、ロシア西部飛び地のカリーニングラード州にあるバルト海の海辺の町。人口は1万6625人（2021年）。
1945年以前は東プロイセンに属し、ドイツ語でクランツ（Cranz, リトアニア語: Krantas）といった。
バルト海に突き出したサンビア半島の北岸にあり、すぐ東からクルシュー砂州がリトアニアに向かって延々と伸びている。海水浴やスパのリゾート地として知られ、週末には30キロメートル南にある州都カリーニングラードから観光客が来る。

## 歴史
現在のゼレノグラーツクにはかつてプルーセン人の漁村があり、ヴァイキング時代には、プルーセン人がバルト海沿いに築いた町カウプの近くにあった。やがてドイツ騎士団がサンビア地方を征服しドイツ人の入植が始まった。ドイツ語地名のクランツ（Cranz）は、もとはクランツクーレン（Cranzkuhren）といい、プロシア語で海岸を意味するクランタス（krantas）から来ている。以後、近代まで東プロイセンの小さな漁村であった。

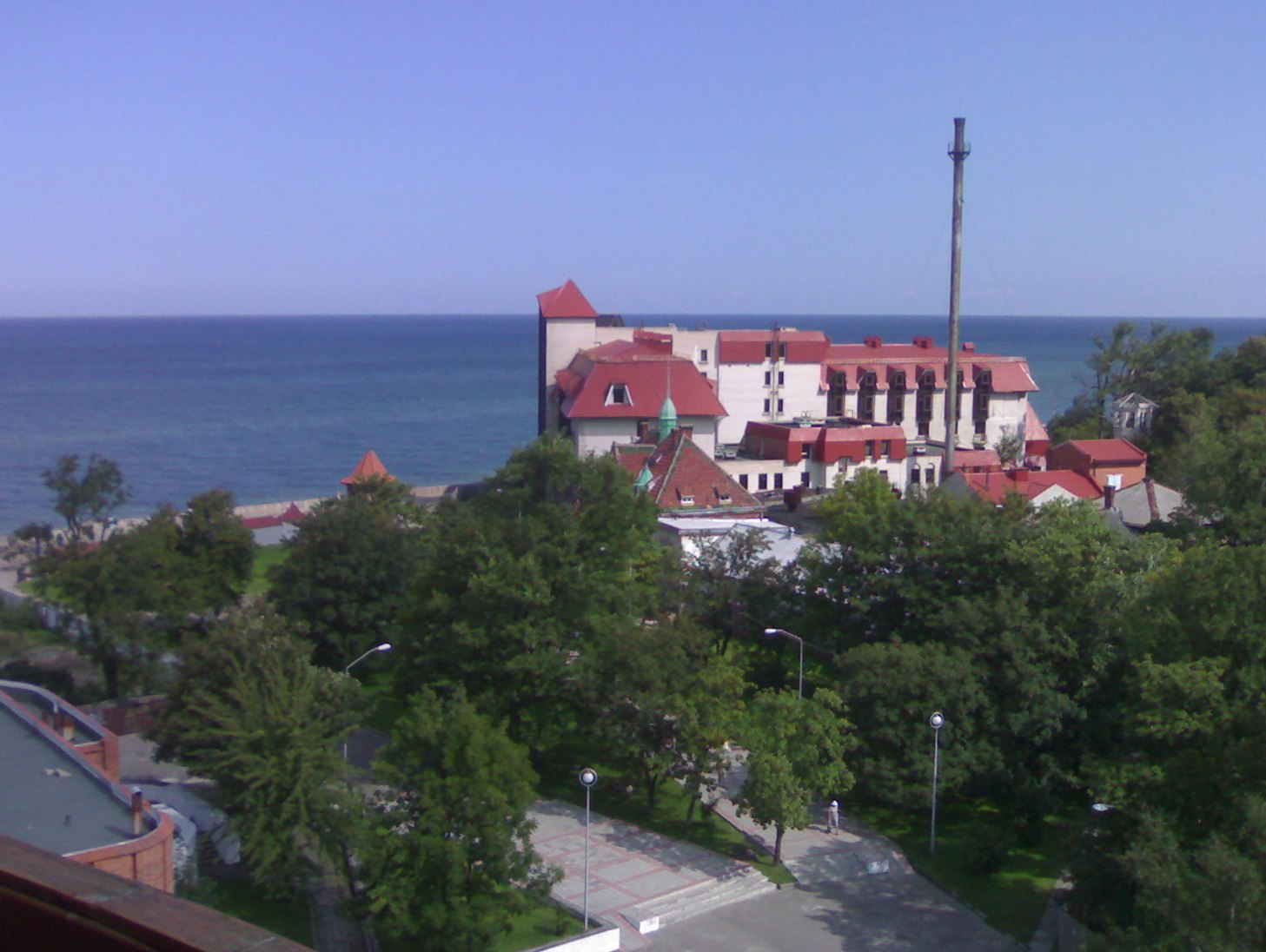
ゼレノグラーツクの海岸と市街地

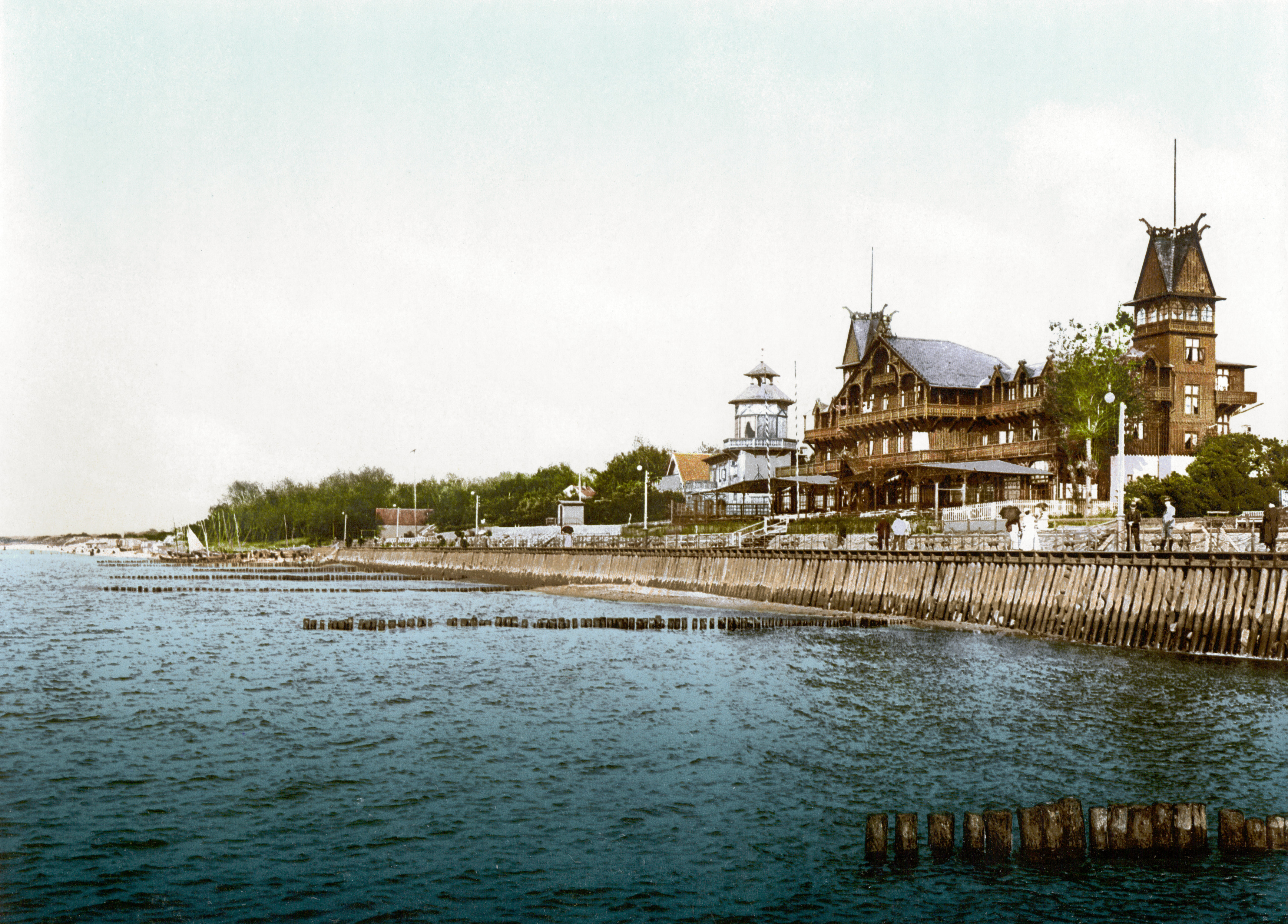
1900年のクランツ（ゼレノグラーツク）の海岸

19世紀に入り、クランツの漁村は東プロイセンの海岸地帯におけるプロイセン王国きってのリゾート地となった。特に1885年にケーニヒスベルクとを結ぶ鉄道が開通すると発展が加速した。海岸にプロムナードが設けられた1816年から1895年までは「das königliche Bad」、「王の温泉」とも呼ばれていた。観光客が増える一方で、漁業も相変わらず盛んであり、燻製にしたヒラメが名産であった。第二次世界大戦開戦前の人口は6,000人を数えたが、都市法が適用される町ではなかった。
独ソ戦の末期の1945年には赤軍が占領し、まもなくソビエト連邦に併合されてドイツ人追放が行われたが、戦争での損害は最小限であり19世紀以来のスパリゾートの町並みが残っている。1946年、クランツからゼレノグラーツク（緑の町）に改名された。
冷戦期には観光業は冷遇され、海辺の観光の町としての地位は、西にあるスヴェトロゴルスク（旧ラウシェン）に譲ることになった。しかしソ連崩壊後は再び観光に力を入れ、カリーニングラード市やロシア本土からも観光客を呼んでいる。

## 交通
カリーニングラード（旧ケーニヒスベルク）からのエレクトリーチカ（近郊電車、3000V DC）は、ゼレノグラーツクを経て、ピオネールスキー（旧ノイクーレン）へ、さらにスヴェトロゴルスク（旧ラウシェン）へと伸びている。